# Riesel (Rebsorte)
Die weiße Rebsorte Riesel ist eine interspezifische Neuzüchtung zwischen Riesling und einem nicht näher bekannten Resistenzpartner. Gene der Amur-Rebe (Vitis amurensis) und von Vitis vinifera wurden nachgewiesen. Gezüchtet wurde die neue Rebsorte vom Schweizer Rebenzüchter Valentin Blattner 1989 in Soyhières im Schweizer Kanton Jura und ist unter der Züchtungsnummer VB 11-11-89-12 bekannt geworden.
Der Wein zeichnet sich durch eine angenehm milde Säure und einen feinen Duft von Aprikosen, weißen Blüten und heimischen Apfel aus, der an Riesling erinnert.

## Ampelographische Sortenmerkmale
In der Ampelographie wird der Habitus folgendermaßen beschrieben:
- Die Trauben der neuen Rebsorte sind walzenförmig und kompakt ohne Schultern. Die Beeren sind rund, klein und attraktiv durch ihre leuchtend gelbe Farbe. Auffallend sind die intensiv glänzenden Blätter, mit starken Einbuchtungen. Die Reife wird bereits etwa Anfang September erreicht. Gesunde Trauben können problemlos auch später geerntet werden.

Die Rebsorte zeichnet sich durch eine sehr gute Resistenz gegen Oidium (Echter Mehltau) und eine gute Resistenz gegen Peronospora (Falscher Mehltau) aus, sie ist jedoch anfällig für Botrytis (Grauschimmelfäule). Da ein relativ später Austrieb vorherrscht, besteht wenig Gefahr bei Spätfrösten. Gegen Winterfröste ist die Rebe wenig empfindlich.

## Bilder

Riesel
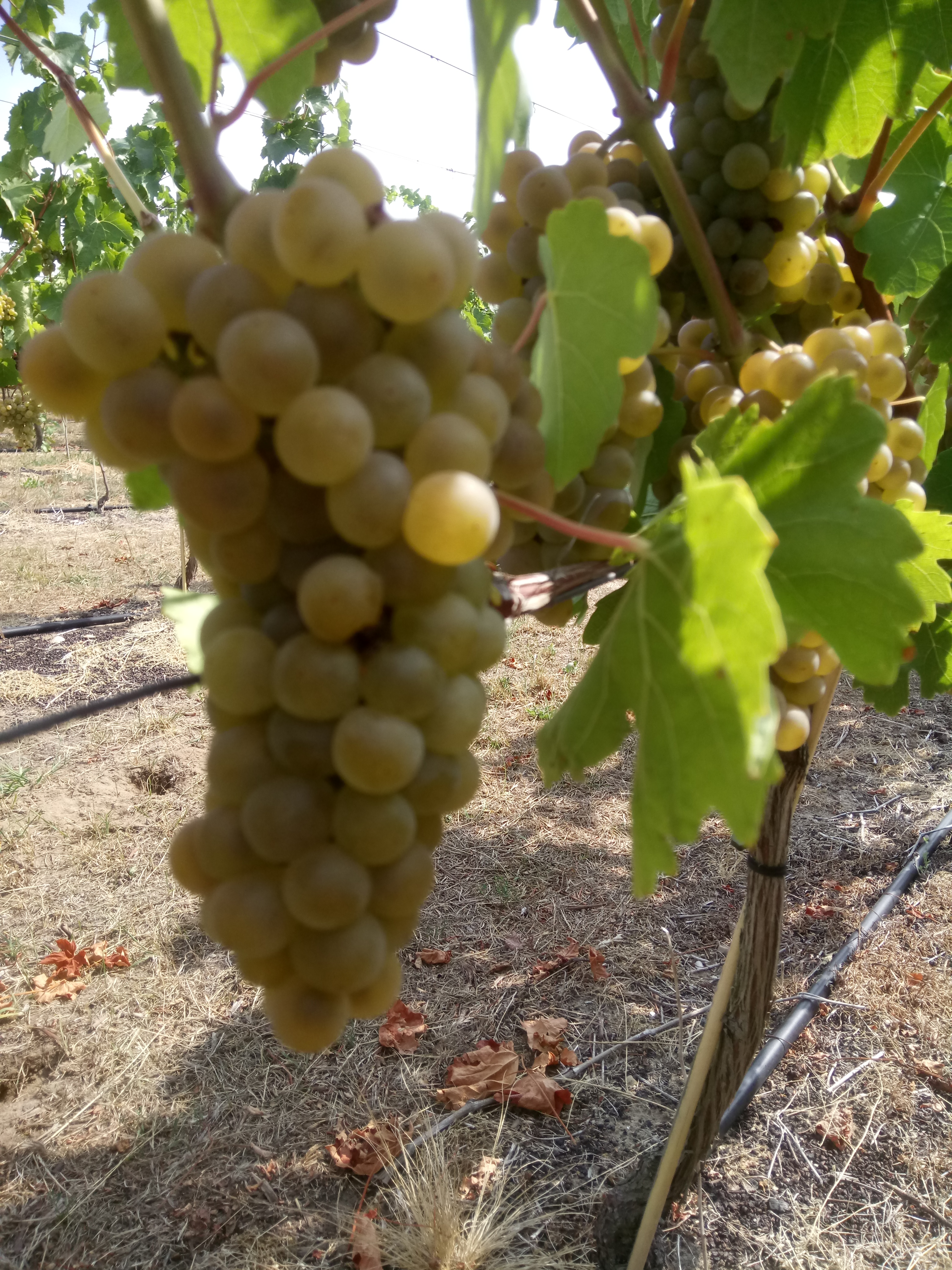
Riesel Mitte August 2018
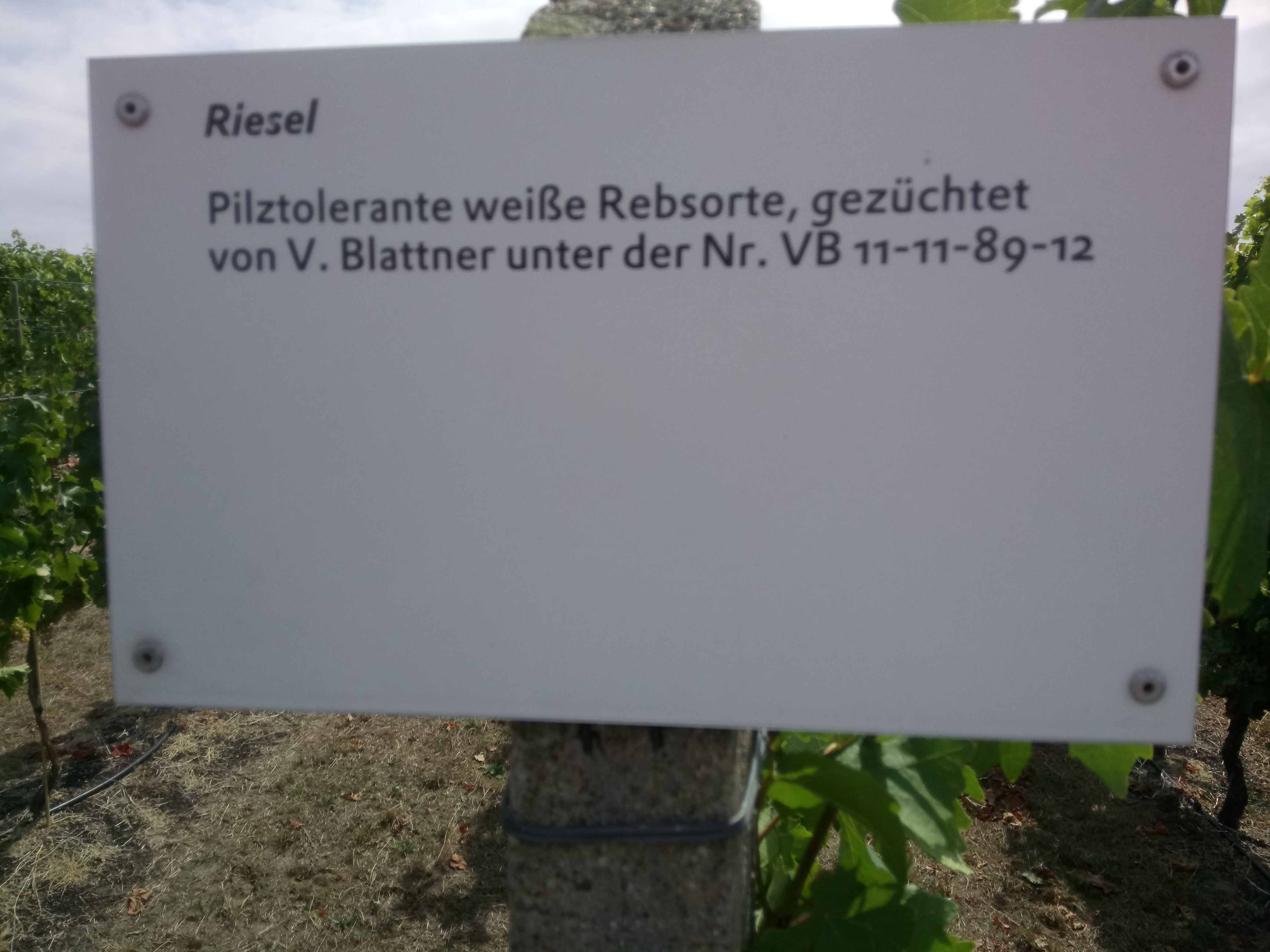
Hinweistafel Weinlehrpfad auf dem Werderaner Wachtelberg